# M-Audio
M-Audio (ранее — Midiman) — коммерческое подразделение американской компании InMusic (до июля 2012 года принадлежало компании Avid Technology). 
Занимается разработкой и импортом большого количества различных аудиопродуктов, включая 
интерфейсы цифровых звуковых рабочих станций, 
музыкальные клавиатуры, 
MIDI-контроллеры, 
цифровые пианино, 
конденсаторные микрофоны, 
студийные мониторы, а также 
программное обеспечение и контроллеры для диджеев. 
У компании есть независимые офисы в США, Канаде, Великобритании, Германии, Франции и Японии. Основное производство находится в Китае.

## Продукты
Некоторые продукты M-Audio, относящиеся к категории PCI-аудиоинтерфейсов, включают в себя чипы, поддерживаемые свободным программным обеспечением — в частности, микросхема ICE 1712. Версия 2.6 ядра Linux поддерживает аудиокарты M-Audio с помощью ALSA без необходимости применять специальные настройки или устанавливать проприетарное программное обеспечение или прошивку.
Для поддержки карт с интерфейсом FireWire (IEEE1394) создан проект FFADO (Free Firewire Audio Drivers).